# Студентська рада Львова
Студентська рада Львова (СРЛ) — це колегіальний представницький орган, що складається з представників заклади вищої освіти 3-4 рівня акредитації, центральні керівні органи яких розташовані у м. Львові. Має колегіальну будову і складається з делегатів із понад 20 ЗВО міста Львова, обраних строком на один рік на основі делегування від органів студентського самоврядування ЗВО.
Повноваження Студентської ради Львова реалізуються спільною діяльністю делегатів на засіданнях Студентської ради Львова та її президії.
Студентська рада Львова об'єднує у собі усі органи самоврядування студентів та профспілкові організації студентів навчальних закладів Львова.

## Інформація
Заснована у 2006 році.
Студентський мер Львова — Гвоздінський Станіслав (студент Національного університету «Львівська політехніка»)

## Керівництво та структура
Керівними органами Ради є студентський мер, три віце-мери та секретар.
Керівні органи обираються з числа членів Ради на першому засіданні Ради нового скликання простою більшістю голосів терміном на два роки.
Студентська Рада може висловити недовіру керівним органам Ради. Наслідком недовіри є позбавлення повноважень керівних органів в Ради.

### Студентський мер Львова
З листопада 2021 року Студентським мером Львова є Гвоздінський Станіслав.
Студентський мер — особа, яка здійснює представницькі функції від імені студентської громади м. Львова, який обирається делегатами відкритим голосуванням. Згідно із пунктом 5.4 Положення про Студентську раду Львова він:
- організовує діяльність Ради;
- скликає та організовує підготовку її засідань;
- веде засідання Ради,
- підписує документи від імені Ради;
- представляє Раду у взаємовідносинах з органами місцевого самоврядування, органами виконавчої влади, засобами масової інформації тощо.

#### Список Студентських мерів Львова
2006—2008 — Олександр Драган
2008—2010 — Христина Паньків — студент Національного університету «Львівська політехніка»
2010—2011 — Тарас Прокопишин
2011—2012 — Ольга Леськів
2012—2013 — Іван Попович — студент Національного університету «Львівська політехніка»
2013—2014 - Богдан Зятик
2014—2015 — Євген Филипець — студент Львівського національного університету імені Івана Франка (Юридичний факультет)
2015—2016 — Олена Голіян — студентка Львівського національного аграрного університету
2016—2017 — Руслан Сагановський — студент Львівського Національного університету імені Івана Франка (Факультет міжнародних відносин)
2017 — 2019 — Олександр Николяк — студент Національного університету «Львівська політехніка». Згодом (2020р. - 2022р.) перший і єдиний начальник управління молодіжної політики департаменту гуманітарної політики Львівської міської ради. Олександра Николяка призначено начальником управління Студентський мер Львова став начальником управління Львівської міської ради Автора «Молодвіжу» призначили начальником управління Управління молодіжної політики ЛМР
2019 - 2021 - Ольга Дякун — студентка Львівського Національного університету імені Івана Франка (Факультет міжнародних відносин)
2021 - 2023  - Станіслав Гвоздінський — студент Національного університету «Львівська політехніка»

### Віце-мери
Студентському меру Львова допомагають три заступники Студентського мера (віце-мери) з напрямків роботи, які він визначає самостійно. Віце-мери повинні бути представниками різних навчальних закладів.
Віце-мер може за дорученням Студентського мера, або Ради заміняти Студентського мера, а у виняткових випадках (хвороба, відрядження тощо) виконувати його обов'язки (не довше 3 місяців).

#### Список студентських віце-мерів
З 26 листопада 2021 — ці посади обіймають:
- Вислоцька Ліна (Львівський національний університет ветеринарної медицини та біотехнологій імені Степана Ґжицького)
- Пасс Юлія (Національний університет "Львівська політехніка")

З 17 листопада 2017 - ці посади обіймали:
- Кислашко Віталій (Львівський державний університет безпеки життєдіяльності)
- Гринишин Роман (Львівський національний університет імені Івана Франка)
- Ліщук Марія (Львівський державний університет внутрішніх справ)

З 27 листопада 2019 — ці посади обіймали:
- Юник Ростислав (Львівська національна музична академія імені М.В. Лисенка)
- Ковальов Владислав (Львівський національний аграрний університет)
- Гвоздінський Станіслав (Національний університет «Львівська політехніка»)

### Секретар
Секретар ради - посадова особа Студентської ради Львова, яка призначається студентським мером Львова, з числа студентів ЗВО Львова. Секретар ради за посадою є заступником (віце-мером) студентського мера Львова.
Посаду введено з 2021 року і з цього часу її обіймає Яромир Кульгавець, студент Львівського національного університету імені Івана Франка.
Секретар Ради:
- забезпечує підготовку матеріалів на засідання Ради
- відповідає за документальне оформлення рішень Ради та веде кореспонденцію;
- перевіряє повноваження членів Ради;
- відповідає за технічні питання організації засідань Ради тощо.

## Завдання
Основними завданнями Ради є:
1. представництво інтересів студентів м. Львова;
2. формування позиції студентської громади у питаннях молодіжної політики у м. Львові;
3. ухвалення заяв та звернень від імені студентської громади м. Львова;
4. ініціювання та проведення культурно-масових та спортивно-оздоровчих, наукових та інших заходів, які сприяють розвитку студентства міста Львова.

## Делегати

### Порядок формування Студентської ради Львова
Рада формується з представників органів студентського самоврядування та первинних студентських профспілкових організацій навчальних закладів 3-4 рівня акредитації центральні керівні органи яких розташовані у м. Львові.
Членом (делегатом) Ради є особа делегована органом студентського самоврядування і студентською первинною профспілковою організацією відповідного навчального закладу.
Члени Ради делегуються терміном на один календарний рік. Термін повноважень членів Ради — один календарний рік.
Повноваження члена Ради повинні бути підтверджені відповідним витягом з протоколу від організації, що делегує його до Ради.
Повноваження члена Ради припиняються у випадку:
- появи відповідного рішення органу, який делегував члена Ради;
- добровільної відмови від роботи в Раді;внаслідок систематичного порушення цього Положення, або не виконання рішень Ради, які розглядаються на засідання організації.

Від вищого навчального закладу 3-4 рівня акредитації, кількість студентів денної форми навчання якого не перевищує 10 тисяч, делегується один представник від студентського самоврядування та один від студентської профорганізації. Якщо кількість студентів денної форми навчання є більшою за 10 тисяч — делегується по два представники. У разі, якщо у навчальному закладі не існує студентського самоврядування чи профорганізації допускається делегування усієї квоти від студентської організації, що існує.
Молодіжні громадські організації м. Львова, в яких студенти складають понад половину членів мають право делегувати студента з числа членів організації до Ради з правом дорадчого голосу.

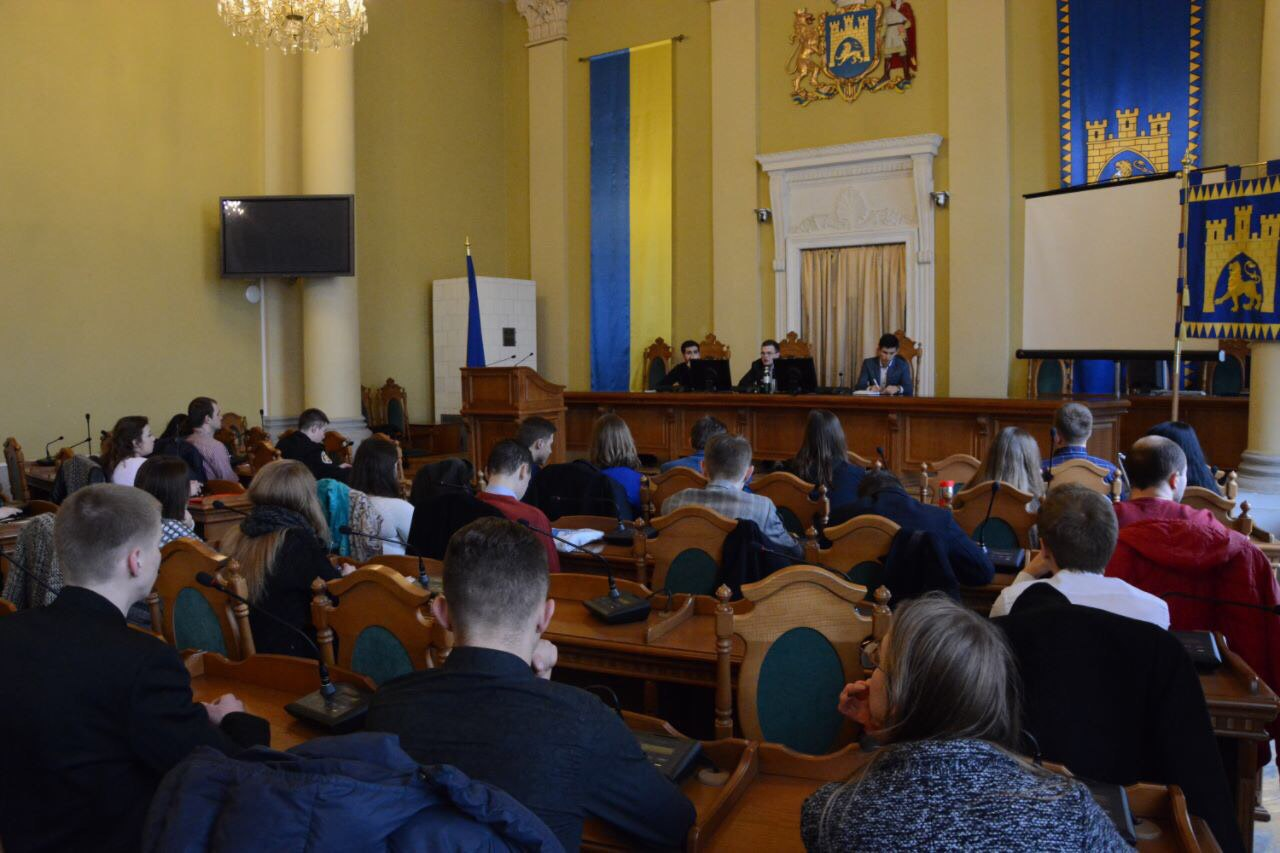
Засідання Студентської Ради Львова у міській раді.

### Діяльність Студентської ради Львова
Рада скликається Студентським мером за потребою, але не рідше двох разів на рік. Про час та місце проведення, попередній порядок денний студентський мер повідомляє не пізніше ніж за сім днів до засідання. Рішення про позачергове засідання Ради може бути прийняте у разі письмової вимоги третини членів Ради. Засідання Ради є правочинним, якщо на ньому присутні не менше як половина їх членів. Рішення Ради приймається простою більшістю голосів та оформляється у вигляді протоколу, підписаного Студентським мером і секретарем Ради. Рішення про обрання керівних органів, висловлення недовіри керівним органам, внесення змін до положення приймаються більшістю від списку Ради.
Рада на своєму засіданні:

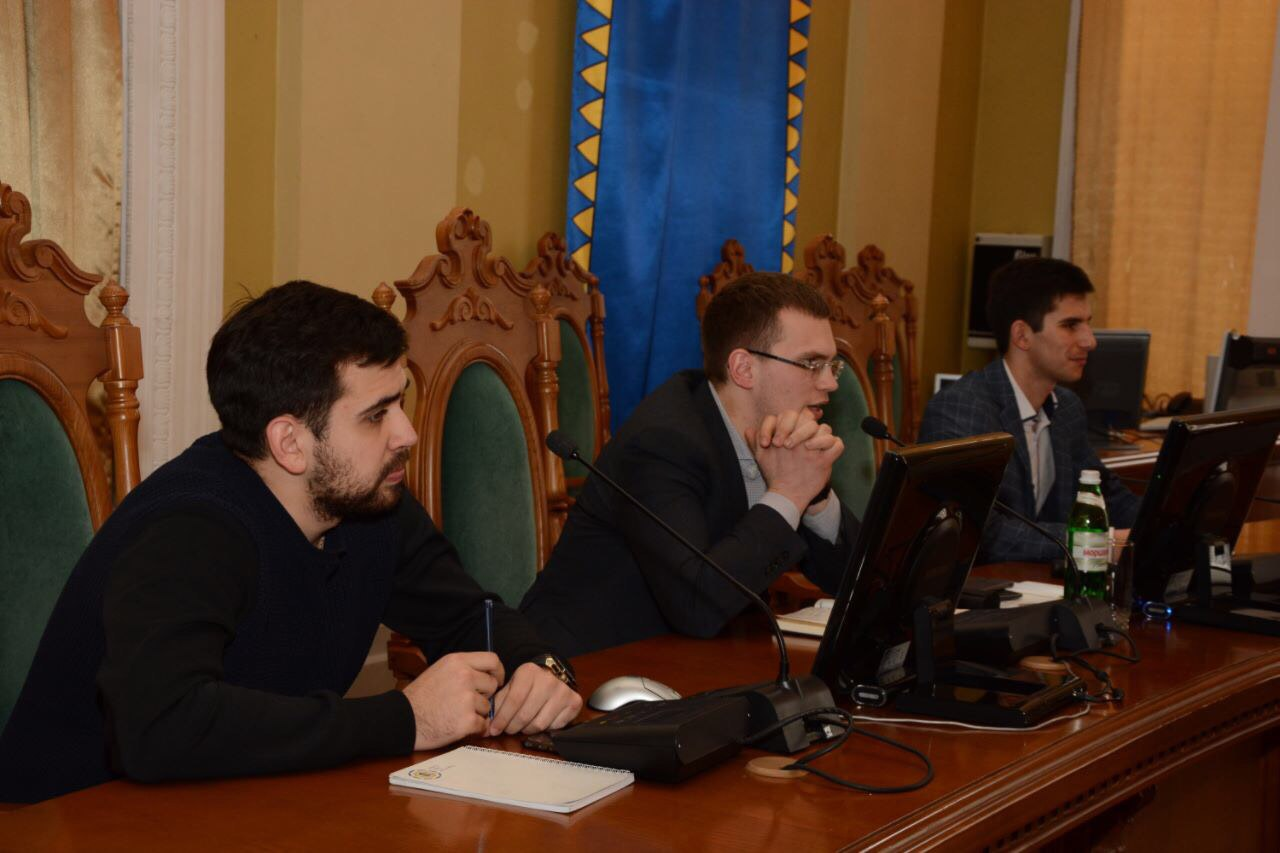
Засідання Студентської Ради Львова у міській раді.

- заслуховує звіт Студентського мера;
- обирає Студентського мера;
- обирає 3 віце-мерів та секретаря Ради;
- ухвалює звернення до органів місцевої та центральної влади, до молоді та громади м. Львова;
- розглядає важливі для студентської громади питання та висловлює свою думку стосовно цих питань.
- ухвалює рішення щодо організації та проведення культурно-масових, спортивно-оздоровчих, наукових та інших заходів, які сприяють розвитку студентства міста Львова.

#### Діяльність у правовому аспекті

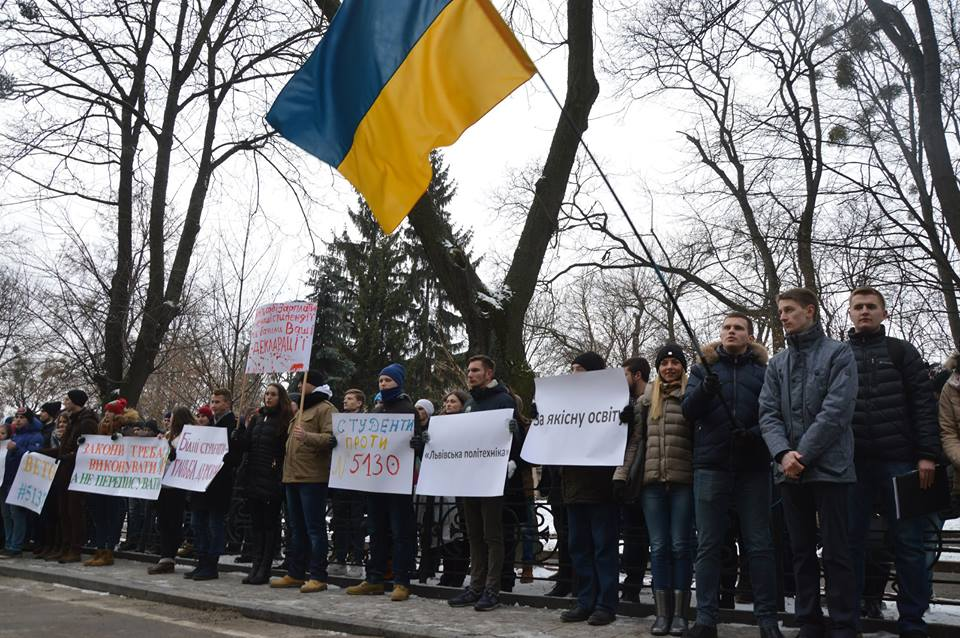
Мирний пікет проти реформи № 5130.

Студентська Рада Львова в межах своїх повноважень, виступає правозахисником львівського студентства. Кожна реформа, зміна у студентському житті та будь-який аспект впливу на студента обговорюється на зборах Ради. Колектив Студентської Ради вирішує питання благоустрою, проживання та матеріального забезпечення студентів.
Також Студентська Рада Львова виконує функцію діалогу з владними структурами. Яскравим прикладом ситуації діалогу з владою-є закон 5130, проти якого виступили представники Студентської Ради та львівського студентства, з мирним пікетом. Студенти з активною позицією вийшли відстояти свої права, а Студентська Рада Львова виступала посередником між студентами та владою.

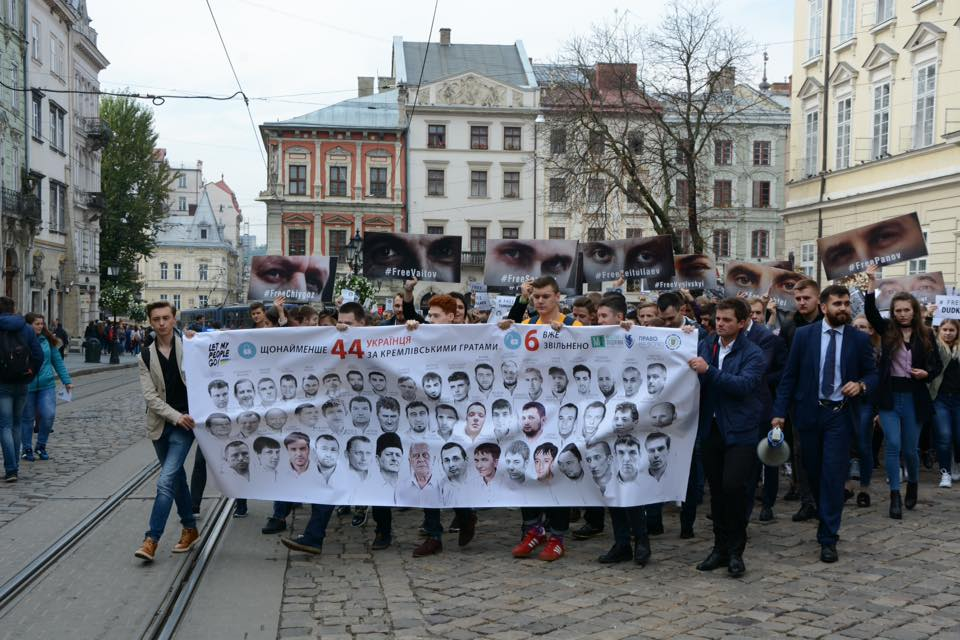
«Хода Солідарності. Волю заручникам кремля»

Жодна сфера студентського життя не оминає боком Раду. Так само і ситуація із транспортним питанням у місті Львів, не залишилась без уваги. Тому, коли постало питання ремонту вулиці Личаківська (головної вулиці, якою щодня студенти добираються від гуртожитку до ВНЗ), реакція була негайною. Студентський Мер та органи місцевого самоврядування вступили в діалог щодо вирішення цієї «болючої» проблеми. Як наслідок, місцева влада виділила кілька автобусів, що курсують від гуртожитків до ВНЗ. Не менш важливим залишається факт, що автобуси працюють в пільговому режимі для студентів.
Студентська Рада Львова завжди висловлювала свою небайдужість до проблем сучасної України та української молоді. Одним із яскравих прикладів цього є акція в підтримку українських політв'язнів, що знаходяться під вартою на території Російської Федерації. Студенти більшості львівських ВНЗ висловили свою небайдужість та занепокоєння проблемою українських політв'язнів. Масова акція, «Хода солідарності. Волю заручникам кремля», що була організована у співпраці з ГО «Право на волю» і радником міністра закордонних справ та колишнім політв'язнем (На момент ув'язнення був студентом львівського ВНЗ) Юрієм Яценком, зібрала близько тисячі небайдужих студентів.

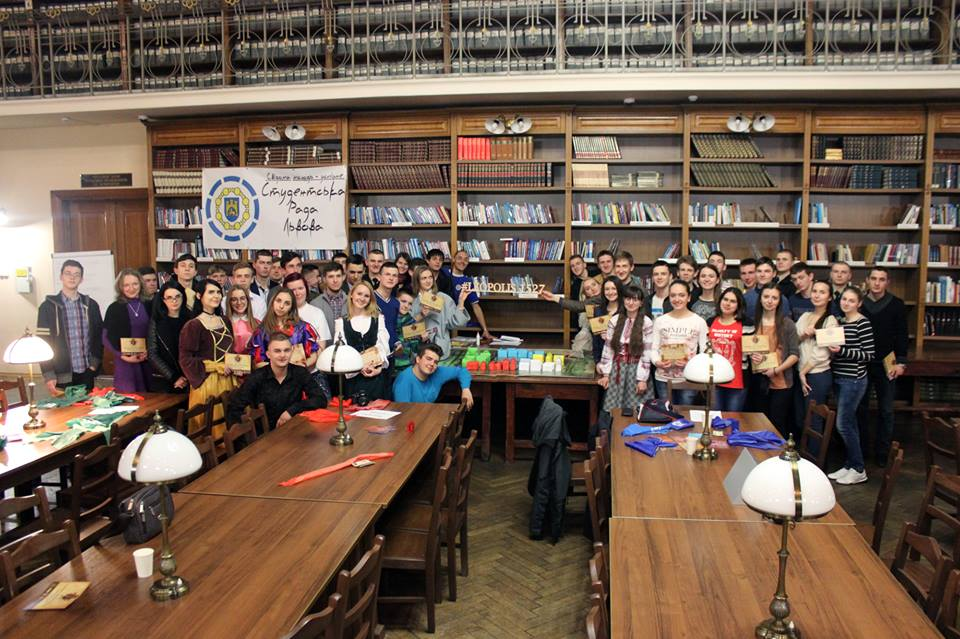
Історично-Рольова гра «Leopolis 1527»

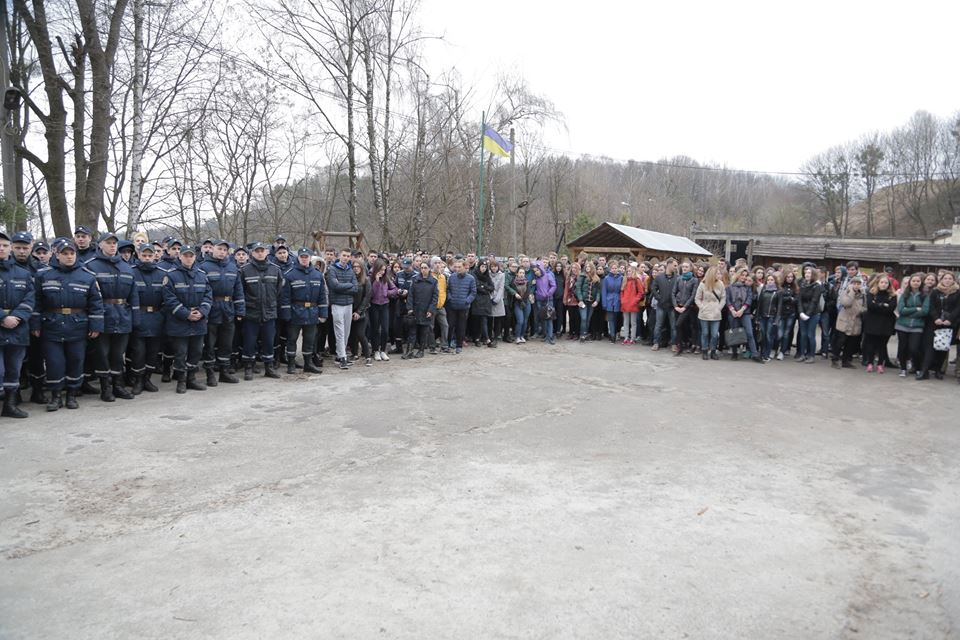
Толока до Великодня.

#### Культурно-масові заходи
Важливим елементом життя студента є культурно-масові заходи. Студентська рада регулярно влаштовує у співпраці з різними організаціями цікаві культурні події для студентства.
Одним з таких заходів — є історична, рольова гра «Leopolis 1527»
Студенти з різних вузів зібрались разом для відтворення, колись настільної, гри «Leopolis 1527». Разом вони вживались у різні ролі, будували середньовічне місто та розвивали його після пожежі, яка поглинула Львів у 1527 році. Серед національного розмаїття міста панували мир та злагода. Кожен намагався зробити вклад не лише для розвитку власної громади, а й докладав усіх зусиль, щоб відродити давній Львів з попелу.
«Leopolis 1527» дав змогу відчути на собі всі тонкощі міського устрою, побути представником середньовічної громади та просто насолодитися захоплюючим процесом історично-рольової гри.
Толока до Великодня.
Загальноміська толока зібрала майже 1000 студентів та курсантів, представників більшості ВНЗ Львова. Завдяки спільним зусиллям вдалося повністю звільнити від сміття регіональний ландшафтний парк «Знесіння». Небайдужі студенти, під приводом студентського мера та віце-мерів, очистили величезну територію ландшафтного парку «Знесіння». Підготували парк до Великодня. Це гарний приклад, якою повинна бути небайдужість до міста. Завдяки Студентській Раді Львова цей приклад подали саме студенти.

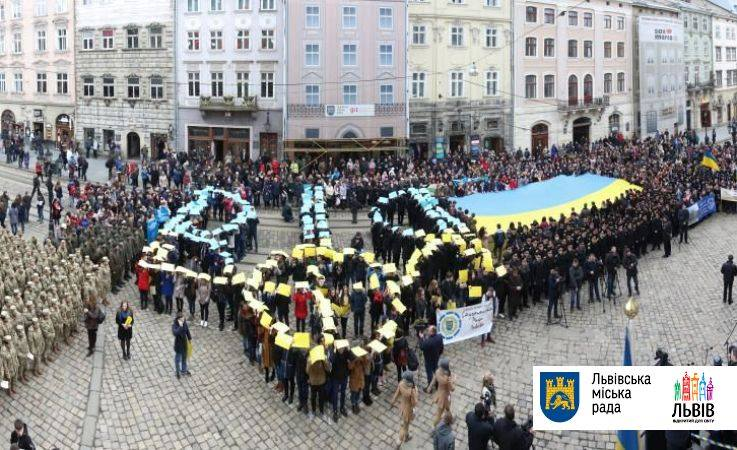
Урочисте виконання гімну.

Урочисте виконання гімну України з нагоди 152-річчя з дня першого виконання.
Понад тисячу львів'ян зібралися в п'ятницю, 10 березня, щоб вшанувати 152-річчя з дня першого офіційного виконання Гімну України. До акції вже п'ятий рік поспіль долучаються учні, студенти, містяни та гості культурної столиці. Зокрема, залученню студентства до флешмобу активно сприяла Студентська рада Львова.
Пісня «Ще не вмерла Україна» — не тільки Державний гімн України, а й важливий символ єдності нації.
День Вишиванки

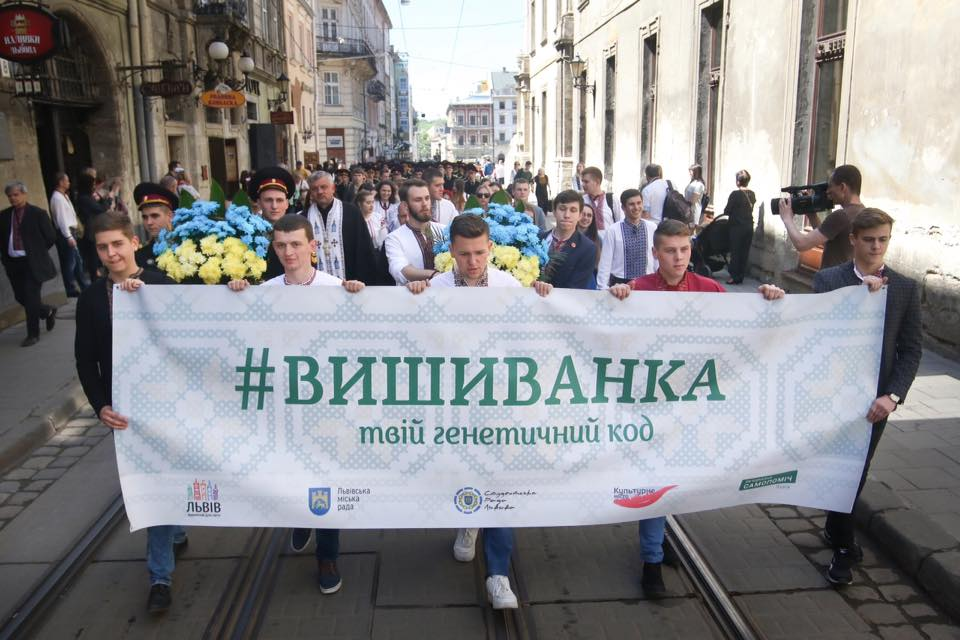
Хода «Вишиванка — твій генетичний код»

Всесвітній день вишиванки Студентська Рада Львова відзначила масовою до місця вшанування героїв небесної сотні. Більше тисячі студентів вийшли підтримати ідею важливості вишиванки для львів'ян. Надзвичайна масовість ходи відзначає сумлінність та патріотизм Ради та львівського студентства.

### Заклади вищої освіти, делеговані до Студентської ради Львова
1. Львівська національна музична академія імені Миколи Лисенка
2. Львівський торговельно-економічний університет
3. Львівський національний університет ветеринарної медицини та біотехнологій імені Степана Гжицького
4. Львівська національна академія мистецтв
5. Український католицький університет
6. Львівський державний університет фізичної культури
7. Львівський національний медичний університет імені Данила Галицького
8. Львівський національний університет імені І.Франка
9. Львівський університет бізнесу та права
10. Національний лісотехнічний університет України
11. Національний університет «Львівська Політехніка»
12. Львівський державний університет внутрішніх справ
13. Українська академія друкарства
14. Львівський державний університет безпеки життєдіяльності
15. ІТ Степ Університет

Євромайдан
Студентська рада Львова відіграла вагому роль у Львівському майдані. Студентська рада була першою, хто підняв студентів місцевих вишів та вивів на майдани.
Вимоги, які були винесені Студентською радою на перших днях революції:
- Першою з них є відставка Кабміну на чолі з Миколою Азаровим.
- Друга вимога — виконання умов, поставлених ЄС перед Україною.
- Третя — підписання 28 листопада угоди про асоціацію між Україною та ЄС.
- Четверта вимога — дотримання європейського курсу України.[9]

Студентська рада Львова сприяла всіма можливими способами для перемоги у «революції гідності».